# Socialisme
 Der er for få eller ingen kildehenvisninger i denne artikel, hvilket er et problem. Du kan hjælpe ved at angive troværdige kilder til de påstande, som fremføres i artiklen.

Socialisme refererer til en bred vifte af politiske bevægelser der ønsker et socioøkonomisk system i hvilket produktionsmidlerne (fx fabrikker, finansielle institutioner, infrastruktur etc.) er underlagt politisk kontrol. Denne kontrol af produktionsmidlerne kan have forskellige udtryk. Der kan f.eks. være tale om statsejerskab, kooperativer eller arbejdernes direkte ejerskab over deres egen arbejdsplads. Socialisme står således primært i modsætning til kapitalisme som økonomisk system, og liberalisme som politisk system.

## Filosofi
Det socialistiske perspektiv er generelt baseret på materialisme og opfattelsen af, at menneskelig adfærd i stor udstrækning er formet af de sociale omgivelser. I den marxistiske teori kan eksistensen og naturens beskaffenhed reduceres til en økonomisk helhed.  I særdeleshed hævder videnskabelig socialisme, at social vækst, værdier, kulturelle træk og økonomisk praksis er sociale skabninger, og ikke en immutabel naturlig lovs ejendom. Det ultimative mål for marxistiske socialister er frigørelsen af arbejdskraft fra fremmedgørende arbejde. De hævder at frigørelsen af det enkelte individ fra nødvendigheden af at udføre fremmedgørende arbejde for at modtage varer ville tillade mennesker, at forfølge deres egne interesser og udvikle deres egne talenter, uden at være tvunget til at udføre arbejde for andre.
Socialister argumenterer generelt med, at deres bevægelse er en metode til at bringe social organisation op på et niveau af nuværende teknologisk fremskridt, for fuldt ud at drage nytte af moderne teknologi. De hævder, at kapitalisme enten er forældet eller nærmer sig forældelse som et levedygtigt system til at producere og distribuere rigdom på en effektiv måde. Ifølge marxistiske socialister koncentrerer kapitalismen magt og rigdom indenfor en lille overklasse, der kontrollerer produktionsmidlerne og trækker deres rigdom ud gennem et udnyttelsessystem. Dette skaber et lagdelt samfund baseret på ulige sociale relationer, der ikke formår at yde lige muligheder for ethvert individ til at maksimere dets potentiale, og som ikke gør brug af den tilgængelige teknologi og de tilgængelige ressourcer til deres maksimale potentiale i offentlighedens interesse, samt fokuserer på at tilfredsstille markedets krav i modsætning til menneskelige behov. Ifølge socialisterne ville et socialistisk samfund muliggøre en fordeling af rigdom baseret på, hvor meget den enkelte bidrager til samfundet i modsætning til, hvor meget kapital den enkelte besidder.

## Tidlige former
De tidligste former for egentlig socialisme anses for at være de bevægelser, som siden er kommet til at gå under navnet den utopiske socialisme. Denne politiske tendens arbejdede ud fra den forestilling, at socialistiske enklaver kunne opbygges inden for rammerne af det feudale eller senere det kapitalistiske samfund. Retsindige rigmænd eller sammenslutninger af idealister skulle således oprette socialistiske produktionsfællesskaber eller kollektiver, som så ved deres eksempels kraft kunne inspirere andre til at følge samme spor. De teoretiske fortalere for denne strategi var socialister som Charles Fourier, Claude Henri de Rouvroy de Saint-Simon og Robert Owen. Nogle medregner også anarkisten Pierre-Joseph Proudhon til denne strømning.

### Utopisk socialisme
I Report to the County of Lanark (dansk: Rapport til amtsadministrationen i Lanark, 1821) hævder den engelske storindustrialist Robert Owen, at kun et egentligt brud med samfundsudviklingen kan ophæve industrialiseringens og privatejendommens skyggesider. Han opstiller et sæt principper for et fuldstændig samfundsalternativ, hvor ambitionen er at forene det bedste fra den førindustrielle verdens sociale liv med den nye tids nye teknologi. Kernen er kooperative landsbyer, som planlægges for mellem 300 og 2.000 mennesker. Den primære beskæftigelse skal være landbrug og fødevareproduktion, men også håndværk og industrivirksomhed er på programmet. Opdragelse og uddannelse spiller en nøglerolle. Owen fastholdt oplysningstidens ide om de ydre omstændigheders indvirkning på menneskesindet og den medfølgende optimistisk tro på, at en korrekt opdragelse ville føre til et godt samfund.
Owens egne praktiske erfaringer som succesfuld virksomhedsleder gav ham mange tilhængere. Han blev en inspirationskilde for mange oppositionelle, som ikke ville vente på de effekten af udvidet stemmeret osv. Hans anvisninger for en anden måde at organisere et samfund på forelå bl.a. med detaljerede planer for arkitekturen. I årene som fulgte, blev hele seksten Owen-inspirerede storkollektiver grundlagt i USA og ti i Storbritannien. De mest kendte var New Harmony i Indiana (1825-28) – det første ikke-religiøse utopiske samfund i USA – og Harmony Hall i England (1839-45). Både nordamerikansk og engelsk socialisme har lige siden været præget af denne form for praktisk eksperimenteren med politiske øer i det kapitalistiske samfund.
Det danske Christiania og den den danske produktionskollektiv-bevægelse kan tjene som moderne eksempler på utopisk socialisme. Den utopiske socialisme mistede imidlertid meget af sin tiltrækningskraft, efterhånden som industrialismen slog igennem, og modsætningerne mellem arbejderklassens og borgerskabets økonomiske interesser blev tydeligere, og arbejderne begyndte at organisere sig som klasse på tværs af virksomhederne og i et modsætningsforhold til arbejdsgiverne. Altså i og med fagbevægelsens og syndikalismens fremvækst. Her var nye strategier, som virkede mere slagkraftige.

### Marxismen
Fra midten af 1800-tallet udviklede Karl Marx og Friedrich Engels en økonomisk teori om kapitalismens måde at fungere på og en teori om faserne i den historiske udvikling – og om overgangen mellem disse faser. Disse teorier er siden kommet til at gå under betegnelsen marxisme. Marx selv foretrak at kalde opfattelsen for den videnskabelige socialisme, netop for at sætte en skillelinje i forhold til den såkaldte utopiske socialisme. Den store forskel mellem den utopiske og den videnskabelige socialisme er bevidstheden om klasseinteressernes betydning. Marx anså det for naivt at forestille sig, at industrifyrsterne ville lade sig inspirere til at deltage i socialistiske eksperimenter. Enkelte kunne nok lade sig lokke til det, men langt de fleste kunne forventes at følge deres "klasseinteresse" i selv at bibeholde magten over deres virksomheder, retten til at lede og fordele arbejdet, og retten til virksomhedernes overskud. Derfor skulle socialismen vindes i en kamp mellem arbejderklassen, som havde objektiv interesse i socialisme, og arbejdsgiverne (eller borgerskabet, kapitalisterne), som omvendt havde objektiv interesse i at opretholde kapitalismen – uanset hvor menneskekærlige disse arbejdsgivere hver især måtte være. Socialisme forudsatte klassekamp, mente marxisterne.
Det betyder dog ikke, at de utopiske socialisters indflydelse blev udslettet med marxismens fremvækst. I sin kritik af arbejdsdelingen er Marx tydeligt inspireret af den franske socialist Charles Fourier. Denne rubricerede Marx ganske vist som utopisk socialist, men det har ikke forhindret franskmanden i at ’smitte af’. Marx nævner i Parisermanuskripterne Fouriers kritik af arbejdets opsplittede og ensformige karakter. Her er fremmedgørelsens og ufrihedens årsag. Her er grunden til, at privatejendommen overhovedet kommer til at fungere afstumpende på mennesket, mener Fourier. Udgangspunktet er en kritik af den undertrykkelse af drifter, følelser og alt sanseligt, som han oplevede i sin samtid. Kritikken er fremadrettet. Han opstiller en meget detaljeret plan for et alternativt samfund, Stammefællesskabet. Dette var formodentlig sammen med Hegels dialektik den vigtigste inspirationskilde til Marx' fremmedgørelseskritik, som var en hjørnesten i hans kritik af kapitalismen.
Med Marx' teori om stadierne i den historiske udvikling kom begrebet socialisme for hans efterfølgere til at betegne stadiet, der kommer efter kapitalismen, men før det klasseløse kommunistiske samfund. Socialismen ses altså i denne forståelse som en overgangsfase. Anarkisterne, som for en stor del også kalder sig selv socialister, opererer dog ikke med en sådan overgangsperiode med et stærkt statsapparat, men mener, at staten kan afskaffes umiddelbart efter en revolution til fordel for et klasseløst samfund uden noget magtcentrum.

## Den marxistiske historieopfattelse
I den marxistiske historieopfattelse "drives" historien fremad af de indre modsætninger og de kampe, der findes i samfundet. Ifølge Marx kan historien deles op i ca. 6 dele. Nemlig det urkommunistiske, slavesamfundet, det feudale, det kapitalistiske, det socialistiske overgangssamfund og til slut det kommunistiske samfund. I alle disse historiske perioder, og til enhver tid, er samfundene klasseopdelt. Forholdet er altid undertrykte mod undertrykkere, som menes at være en del af ræsonnementet for en udligning af magtforholdene.
Det urkommunistiske samfund var et samfund meget lig det, vi i dag ser i de såkaldte natur- eller primitive stammesamfund, nemlig samfund uden privat ejendomsret og et stærkt kollektiv. Altså en form for kommunistisk samfundssystem i sin grundstruktur.
Slavesamfundet overtog derefter, og den kraftigste undertrykkelse af mennesker fandt sted i dette samfund. Kampe mellem dette samfunds klasser, nemlig slaveklassen og slaveejerklassen, førte efterhånden til, at slaverne fik deres frihed.
Et nyt samfund opstod, nemlig det feudale, hvori kongen og adelen støttet af kirken (der gav disse legitimitet ved at påstå, at disse var udpeget af gud til at lede resten af samfundet) var samfundets overklasse. Underklassen i dette samfund var i stort omfang bønder, der var stavnsbundet til hver deres herremand. Dette udbyttersystem var mindre undertrykkende end slavesamfundet, men stadig meget repressivt. Bønderne førte ligesom slaverne kampe mod herremændene og blev til sidst sat fri af dette system.
Det næste samfund opstod i forbindelse med den industrielle revolution og er det system, der må siges totalt at dominere på jorden i dag, nemlig kapitalismen (Selv om der stadig få steder findes feudallignende samfund (som fx i Nepal og Indien) og endda få urkommunistisk-lignende samfund (fx amazonindianerne og visse nomadesamfund). Ligeledes findes der stater, der kalder sig selv socialistiske, men som mere minder om statskapitalistiske samfund, da staten her blot har erstattet en kapitalistklasse med sig selv.
Under det kapitalistiske system ser Marx arbejderen som den udbyttede, der kun har sin arbejdskraft at sælge til kapitalisten (ejeren af produktionsmidlerne, fx en fabrik). Under dette system har arbejderen mere frihed end slaven og fæstebonden, nemlig som Marx skriver, til at vælge sin egen herremand. Marx mener, at der er flere problemer ved dette arbejder-kapitalist forhold (som fx fremmedgørelses-problematikken), men et af de største er lønforholdet. Mens arbejderen ønsker så høj en løn som muligt for det arbejde, han eller hun udfører, ønsker kapitalisten at give så lav en løn som muligt, så hans eller hendes (eller aktionærernes) overskud kan blive så stort som muligt. På den anden side er begge parter afhængige af hinanden, så de kan ikke bare gå fra hinanden. Arbejderen skal sælge sin vare (sin arbejdskraft) for at overleve, og kapitalisten skal bruge arbejderen til at producere.
Den kamp, der føres fra begge klasser mod den anden part, kaldes klassekamp (mest synlig ved fx konflikter, strejker og lockouts). Marx mente, at arbejderne skal organisere sig i fagforeninger og et socialistisk parti og derigennem føre en effektiv klassekamp. Målet, mener Marx, må være, at arbejderklassen omstyrter den kapitalistiske stat og sætter sig på magten. Da arbejderklassen (lønmodtagere sammen med studerende, pensionister etc.) udgør langt hovedparten af befolkningerne i industrielle samfund betyder dette blot, at flertallet indser (ifølge en marxistisk verdensopfattelse), hvad der er i deres egen interesse og fjerner den lille kapitalistoverklasse fra dens privilegier. Når dette er gjort, indfinder det socialistiske samfund sig, og under dette afmonteres de sidste dele af det kapitalistiske system og tankesæt.
Til sidst, mener Marx, at det kommunistiske samfund vil opstå som resultatet at utallige kampe, kæmpet af de undertrykte mod undertrykkerne. Dette samfund vil være et klasseløst samfund. Og i tråd med den marxistiske verdensopfattelse vil dette samfund så at sige være det sidste samfund i menneskehedens forhistorie, simpelthen fordi der ikke længere er fundamentale modsætninger, hvorfra kampe kan "drive" nye samfundssystemer frem. Der kan ikke finde klassekampe sted i et klasseløst samfund.
Det skal siges at Marx og Engels ikke ser det kommunistiske samfund som en historisk nødvendighed, idet en overgang til det kommunistiske samfund kræver en aktiv handlen af en hel klasse. Marx og Engels skriver f.eks. i "Det Kommunistiske partis Manifest": "Alle hidtidige samfunds historie er klassekampenes historie". Som bekendt kræver kamp handlen. Marx og Engels skriver desuden: "... der hver gang er endt med en revolutionær omformning af hele samfundet eller med de kæmpende klassers fælles undergang". Med dette mener Marx og Engels, at overgang til nye samfund ikke er en nødvendighed, og dermed at overgangen til det kommunistiske samfund ikke er en historisk nødvendighed. Den historiske materialisme er altså hverken deterministisk eller historicistisk.
Det kommunistiske samfund er en utopi, eftersom det endnu ikke findes.

## Reformistisk og revolutionær socialisme
Der har, lige fra de første spæde socialismer voksede frem, været en mangfoldighed af forskellige tendenser, bl.a. reformistiske, eurokommunistiske, trotskistiske, stalinistiske, leninistiske, maoistiske, venstrereformistiske, anarkistiske, syndikalistiske og venstresocialistiske, samt en lang række kombinationer og undergrupperinger inden for disse forskellige retninger. Derudover har der vist sig særligt økologiske, holistiske og alment humanistiske retninger samt bevægelser, som har baseret deres arbejde på en national befrielseskamp.
Visse tendenser inden for den socialistiske bevægelse – særligt de leninistiske – har været tilbøjelige til at se socialismen som opdelt i to hovedlinjer: den reformistiske og den revolutionære. De har således set den reformistiske gren som en, der mente, at socialisme kan indføres ved reformer, mens den revolutionære gren mente, at socialismen skulle indføres ved en revolution. Denne revolution kan være blodig såvel som fredelig. Dette afhænger i deres selvforståelse af, i hvor stort omfang den herskende klasse er indstillet på, at bruge vold for at beholde deres magt og privilegier. En sådan konfrontation mellem arbejderklasse og borgerskab kan, ifølge Marx, have tre mulige udfald; nemlig arbejderklassens sejr, borgerskabets sejr eller undergang for begge parter. I en sådan krisesituation for kapitalismen, vil en sejr for borgerskabet kunne føre til fascisme. Fascismen er kapitalismens sidste redning. Under fascismen fjernes de såkaldte borgerlige frihedsrettigheder, og tilbage er alene den private ejendomsret. Herved kan arbejderklassen holdes fra magten, og samtidig bibeholder borgerskabet sit ejerskab til produktionsmidlerne. Der har igennem historien været talrige eksempler på denne type forløb, hvor kapitalismen har været i krise, og hvor fascismen som et sidste bolværk mod arbejdernes overtag har ophævet demokratiet. Ofte nævnes nazisternes magtovertagelse som et eksempel herpå, hvilket skyldes, at venstrefløjen anført af kommunisterne ofte ligestiller de to ting.
Det skal dog nævnes, at socialisme ikke bare er lig ophævelse af den private ejendomsret [det er den ikke; kommunismen er lig med ophævelse af den private ejendomsret – socialisme er først og fremmest ophævelsen af ejendomsret til produktionsmidlerne]. Fx var den private ejendomsret delvist ophævet i Sovjetunionen, hvilket ikke gjorde unionen socialistisk [forkert: den private ejendomsret var ikke fuldstændigt ophævet, og unionen var på mange måder socialistisk]. Ejerskabet af produktionsmidlerne var blot gået fra en lille stenrig elite (kapitalisterne) til en lille privilegeret klasse i staten. Arbejderne i Sovjetunionen havde ikke fået kontrollen over deres egne arbejdspladser. De havde blot fået nye, men ikke mindre undertrykkende arbejdsgivere. Af den grund betragter mange socialister ikke det sovjetiske system som socialisme, men heller ikke som kapitalisme i klassisk forstand, eftersom der ikke var privat ejendomsret. Nogle har valgt at kalde den russisk-sovjetiske samfundsform for statskapitalisme — bl.a. som analyseret af Tony Cliffs "State Capitalism in Russia" og hos diverse venstrekommunistiske og trotskistiske strømninger. Andre definerer den sovjet-russiske model som "degenereret arbejderstat" (fx Fjerde Internationale).
Ifølge denne opfattelse findes der i Danmark to store undergrupperinger under den reformistiske socialisme, nemlig den folkesocialistiske og den socialdemokratiske. Disse to reformistiske retninger findes i hhv Socialistisk Folkeparti (SF) og Socialdemokraterne. Socialdemokraterne kan dog i realiteten ikke betegnes som socialistisk længere, da partiet i dag er tilhænger af såvel den private ejendomsret som markedsøkonomi, selv om store dele af dets medlemmer betegner sig som "demokratiske socialister".
Den marxistiske samfundsanalyse gled ud af partiets principprogram i 1961, men allerede fra midten af 1920erne var partiet reelt ikke længere marxistisk funderet. SF har siden ca. 1990 accepteret markedsøkonomien og den private ejendomsret, men ønsker principielt fortsat at udbrede kollektivt ejerskab til erhvervslivet fx i form af medarbejderejede virksomheder.
Det eneste socialistiske parti i en oprindelig forstand i Folketinget er Enhedslisten, der hverken går ind for den private ejendomsret eller markedsøkonomi. Pelle Dragsted fra partiet fremlagde i 2021 sine tanker om en særlig "nordisk socialisme" i en bog af samme navn.

### Revolutionær socialisme
I modsætning til socialdemokraternes reformistiske udlægning af socialismen hævder revolutionære socialister, at overgangen fra det kapitalistiske samfund til det socialistisk samfund kun kan foregå ved omfattende politiske og økonomiske ændringer, og hvis det er nødvendigt, kan man blive nødt til at anvende vold. Enhedslisten og  forskellige kommunistiske og socialistiske partier har opfattet sig selv som revolutionære socialister. I modsætning til revolutionær socialisme findes der også reformistisk socialisme. 
Til den revolutionære strømning henregnes nogle flere grene. Nemlig følgende:
- Anarkistiske
- Kollektivistisk anarkistiske
- Kommunistisk anarkistiske
- Kommunistiske
- Leninistiske
- Maoistiske
- Marxistiske
- Ny venstre
- Syndikalistiske
- Titoistiske
- Trotskistiske
- Venstresocialistiske
- Marxisme-leninisme

### Revolutionær socialisme i Danmark
Af små danske partier, der ideologisk set tilhører den revolutionære gren, kan nævnes; Danmarks Kommunistiske Parti (DKP), Kommunistisk Arbejderparti (KAP), Danmarks Kommunistiske Parti/Marxister Leninister (DKP/ML), Socialistisk Arbejderparti (SAP), Venstresocialisterne (VS) og Kommunistisk Parti i Danmark (KPiD). Flere af disse partier var igennem en kraftig selvransagelse efter murens fald i 1989, og fx blev DKP spaltet i to. Et "gammelkommunistisk" parti i form af KPiD opstod.
En del af overlevelseskampen efter 1989 var bl.a. oprettelsen af valgalliancen Enhedslisten – de rød-grønne. I organisation blev dannet af DKP, SAP og VS. Siden sluttede resterne af det oprindeligt maoistiske KAP sig til. I 2006 besluttede også det lille trotskistiske parti Internationale Socialister (IS), at deres medlemmer skulle søge optagelse i Enhedslisten. Der er dog ikke længere partier med i Enhedslisten, som således kun har individuelle medlemmer. Medlemstallet er på ca. 4000 (oktober 2006), hvoraf langt de fleste ikke er medlemmer af andre partier. Derfor ligner Enhedslisten efterhånden mere et parti end en valgliste. Partierne, der oprettede listen, eksisterer stadig som selvstændige, om end meget små, partier.
Andre revolutionære socialister — som fx anarkister — organiserer sig ikke i partier, men i udenomsparlamentariske organisationer, som f.eks. Rebel og Libertære Socialister, idet de mener, at parlamenter som udtryk for repræsentativt demokrati repræsenterer et illegitimt og udemokratisk mindretalsvælde, hvor parlamentarikerne i højere grad varetager deres egne end deres vælgeres interesser, og derfor ønsker systemet afløst af decentralisering af magten og direkte demokrati.

## Socialistiske organisationer i Danmark
De nævnte partier er i forskellige grader inspireret af socialismen; fra at socialismen er den dominerende ideologi (DKP, Enhedslisten) til at partiet har rødder i socialismen, men har accepteret det frie marked som grundlæggende vilkår (Socialdemokratiet, SF).
- Arbejderpartiet Kommunisterne (APK)
- Danmarks Kommunistiske Parti (DKP)
- Enhedslisten - de rød-grønne (EL)
- Internationale Socialister (IS)
- Internationalt Forum (IF)
- Kommunistisk Parti (KP)
- Kommunistisk Parti i Danmark (KPiD)
- Socialistisk Arbejderparti (SAP)
- Socialistisk Folkeparti (SF)
- Revolutionære Socialister (RS)

## Socialistiske ungdomsorganisationer i Danmark
- Danmarks Kommunistiske Ungdom (DKU)
- Danmarks Socialdemokratiske Ungdom (DSU)
- Rød Ungdom-Aalborg
- Socialistisk Folkepartis Ungdom (SFU)
- Socialistisk UngdomsFront (SUF)
- Ungkommunisterne (UK)

## Kritik af socialisme
Kritikere af de kollektivistiske tanker, der ligger til grund for socialismen, omfatter bl.a.:
- Ayn Rand, der stiftede objektivismen, som anser det som grundlæggende amoralsk, at frugten af et menneskes arbejdsindsats kan konfiskeres af en gruppe eller staten, som ikke bør have adkomst til resultatet af en andens arbejdsindsats.
- De Østrigske Økonomer, bl.a. Ludwig von Mises (bl.a. i bogen Socialism), samt Eugen Böhm-Bawerk, der er kommet med omfattende analyser om de negative konsekvenser af indførelsen af marxistiske, økonomiske systemer.
- Den politiske filosof Robert Nozick.

## Socialistiske tænkere
- Samir Amin
- Mikhail Bakunin
- Peter Kropotkin
- Eduard Bernstein
- Ernst Bloch
- Friedrich Engels
- Charles Fourier
- Emma Goldman
- André Gorz
- Antonio Gramsci
- Che Guevara
- Karl Kautsky
- Leszek Kolakowskij
- Karl Korsch
- Ferdinand Lassalle
- Vladimir Iljitsj Uljanov/Lenin
- Rosa Luxemburg
- Herbert Marcuse
- Karl Marx
- Olof Palme
- Lev Trotskij
- Mao Zedong
- Hugo Chavez
- Fidel Castro
- Evo Morales
- Nelson Mandela
- Ted Grant
- Alan Woods